# Madonna Boni-Carnesecchi
La Madonna dell'Umiltà è un dipinto tempera su tavola (96x52 cm) di Masolino, datato su un'iscrizione sulla base 1423 e conservato nella Kunsthalle di Brema. Si tratta della prima opera datata con certezza dell'autore. Nel 2011 l'opera era in deposito nell'Alte Pinakothek di Monaco di Baviera.

## Storia
L'opera è detta anche Madonna Boni-Carnesecchi per via degli stemmi delle due famiglie fiorentine che decorano la base. Probabilmente venne eseguita in occasione di un matrimonio tra le due famiglie.
In quell'anno Masolino, per la precisione nel gennaio, si era iscritto all'Arte dei Medici e Speziali per poter lavorare a Firenze. Il compagno di altre famose opere, Masaccio, risultava invece iscritto da un anno prima: a questo periodo viene fatto risalire l'incontro e l'inizio del sodalizio tra i due pittori, che all'inizio doveva essere nato come una collaborazione informale. Il più anziano pittore Masolino, con un gran numero di commissioni, delegava parti di opere a Masaccio. Nel caso della Madonna col Bambino però non è stata individuata la mano di Masaccio e, visto anche il carattere piccolo dell'opera nata per la devozione privata, è interamente ascritta a Masolino.

## Descrizione
Si tratta di una Madonna dell'Umiltà, un pannello dove la Vergine col Bambino è rappresentata seduta in terra, magari su un sontuoso cuscino, ed era l'opposto iconografico della Maestà, dove la Vergine era ritratta in trono. Questo tema, legato all'umiltà della Chiesa (simboleggiata dalla Vergine) fu molto popolare a Firenze tra la fine del Trecento e i primi decenni del Quattrocento.
Questa opera è il più sicuro esempio di stile dell'artista all'epoca dell'incontro con Masaccio. La scelta di pochi colori, stesi in ampie campiture (blu del manto, rosso della veste, fondo oro), semplificano la composizione e la rendono più concentrata sul rapporto tra madre e figlio, senza distrazioni.
La figura della Vergine col Bambino trasmette un'impressione di nobiltà e monumentalità. Se da una parte sono ancora ben visibili stilemi del gotico internazionale, come le falcate lineari e ritmiche dell'orlo della veste, dall'altro l'opera appare aggiornata a una certa plasticità, soprattutto nel Bambino, che appare ben tornito. Grande raffinatezza è prodigata nella modellatura dei volti della Vergine e del Bambino, con la delicata consistenza delle carnagioni resa con grande abilità e sottigliezza. In questo senso la perfezione della Madonna la fa assomigliare a una preziosa miniatura, dall'espressività idealizzata, come nelle opere della maggior parte dei pittori della sua generazione. D'altro canto si notano in quest'opera anche elementi innovativi, come la ricerca di una gestualità più naturale, ispirata alla quotidianità, e il tentativo di semplificare le forme volumetriche, che ponevano Masolino, in termini di innovazione, una spanna ben al di sopra degli altri pittori che dominavano allora la scena fiorentina, come Bicci di Lorenzo. Furono probabilmente proprio questi interessi all'avanguardia che fecero di Masolino il pittore dell'epoca più apprezzabile anche da un rivoluzionario come Masaccio.